# American Pie (cançó)

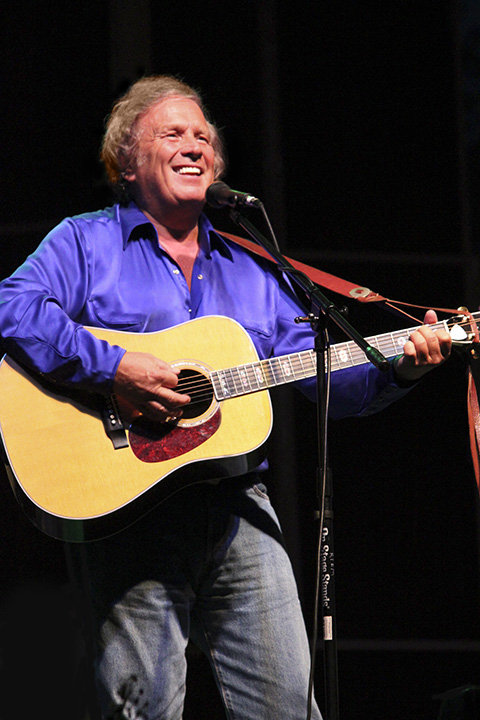
Don McLean el 2009

"American Pie" és una cançó d'estil folk rock del cantautor estatunidenc Don McLean. Apareix dins l'àlbum American Pie de l'any 1971. El single va ser número 1 als Estats Units durant quatre setmanes l'any 1972. Es va tornar a fer l'any 1991.
La cançó explica els fets ocorreguts el dia 3 de febrer de 1959, The Day the Music Died («El dia que va morir la música», segons expressió del mateix Don McLean) quan una avioneta s'estavellà i van morir-hi els joves músics Buddy Holly, Ritchie Valens, i The Big Bopper (Jiles Perry Richardson, Jr.) a banda del pilot.
Aquesta cançó ocupa el cinquè lloc en la llista del projecte RIAA Songs of the Century i és la cançó emblemàtica de Don McLean.
La lletra d'aquesta cançó resulta enigmàtica i ha estat subjecte de curiositat i explicacions. El seu autor no n'ha volgut donar massa explicacions. Malgrat que l'autor de la cançó la dedica l'àlbum a Buddy Holly i els seus companys, al llarg de la cançó en cap moment els cita pels seus noms. Quan es va preguntar a Don McLean sobre el significat d'aquesta cançó va dir, «It means I never have to work again». («significa que ja no hauré de treballar mai més») Més tard precisà que se’n podrien trobar moltes interpretacions....."

## Altres versions
"Weird Al" Yankovic en va fer una adaptació paròdica, amb permís de Don McLean, inspirada en l'episodi 1 de Star Wars i anomenada The Saga Begins.
Tom Constanten del grup Grateful Dead va fer-ne una versió el 9 d'agost de 2005 en el desè aniversari de la mort de Jerry Garcia.
Unes poques cover versions s'han fet al llarg dels anys. La primera en anglès la va fer The Brady Bunch el 1972, en castellà Francisco Colmenero la va fer a Mèxic l'any 1971. També en castellà és la versió d'Hernaldo Zúñiga. El grup Ska punk va fer-ne una versió a l'estil Ska i el grup de rock alternatiu Killdozer una altra d'irònica el 1989.
La cantant Madonna és l'autora d'una versió apareguda el 3 de març del 2000.

## Guardons
Nominacions
- 1973: Grammy a la cançó de l'any
- 1973: Grammy a la gravació de l'any

### Oficials
- The Official Website of Don McLean and American Pie provides the songwriter's own biography Arxivat 2006-02-16 a Wayback Machine., lyrics Arxivat 2014-11-29 a Wayback Machine. and clues Arxivat 2006-12-22 a Wayback Machine. to the song's meaning.

- Bob Dylan references

### No oficials
- Understanding American Pie Arxivat 2003-09-06 a Wayback Machine. An in depth analysis of the song based on historical context.

### Transcripcions
- "American Pie" Arxivat 2010-01-10 a Wayback Machine. – Lead sheet at wikifonia.org